# Giambattista Lolli
Giambattista Lolli   (Nonantola, 1698 - 4 de juny de 1769) fou un jugador d'escacs italià, i un dels més importants teòrics del escacs del seu temps. És conegut pel seu llibre Osservazioni teorico-pratiche sopra il giuoco degli scacchi (Visions teòrico-pràctiques del joc dels escacs), publicat el 1763 a Bolonya. Fou un dels Mestres de Mòdena. L'esquema de mat "mat de Lolli" implica infiltrar-se en el fianchetto del rival fent servir un peó i la dama, i s'anomena així en honor seu.
|  |

## Obertures
El llibre de Lolli conté anàlisis d'obertures d'escacss, en particular del Giuoco Piano. Contra la defensa dels dos cavalls, la línia 1.e4 e5 2.Cf3 Cc6 3.Ac4 Cf6 4.Cg5 d5 5.exd5 Cxd5 6. d4 s'anomena la variant Lolli. Al gambit de rei la variant 1.e4 e5 2.f4 exf4 3.Cf3 g5 4.Ac4 g4 5.Axf7+ és el gambit Lolli. Aquest, il·lustra l'estil dels mestres italians del moment, basat en l'atac a ultrança, el qual difereix clarament de les consideracions més estratègiques en què es basava, per exemple, el jugador francès Philidor. De tota manera, la línia es considera superada, ja que les negres poden obtenir avantatge amb 5...Rxf7 6.Ce5+ Re8 7.Dxg4 Cf6 8.Dxf4 d6, i les blanques no tenen prou compensació per la peça. (el gambit Muzio, 5.O-O, és més prometedor).

## Finals
Addicionalment, el llibre conté una llista de 100 finals. Una d'aquestes posicions la va fer servir Wilhelm Heinse en la seva novel·la Anastasia und das Schachspiel (en català: Anastasia i el joc d'escacs). Aquesta posició de Lolli és de final sense peons amb torre i alfil contra torre. Tot i que aquest final és en general de taules, si les blanques juguen guanyen en aquesta posició concreta (Benko 2007:154). Lolli també va estudiar algunes fortaleses defensives i el final de dama contra peó.
|   | a                                                                                         | b                                                                                         | c                                                                                         | d                                                                                         | e                                                                                         | f                                                                                         | g                                                                                         | h                                                                                         |   |
| 8 | b8 negres torre · c4 blanques alfil · d4 blanques rei · g2 blanques torre · c1 negres rei | b8 negres torre · c4 blanques alfil · d4 blanques rei · g2 blanques torre · c1 negres rei | b8 negres torre · c4 blanques alfil · d4 blanques rei · g2 blanques torre · c1 negres rei | b8 negres torre · c4 blanques alfil · d4 blanques rei · g2 blanques torre · c1 negres rei | b8 negres torre · c4 blanques alfil · d4 blanques rei · g2 blanques torre · c1 negres rei | b8 negres torre · c4 blanques alfil · d4 blanques rei · g2 blanques torre · c1 negres rei | b8 negres torre · c4 blanques alfil · d4 blanques rei · g2 blanques torre · c1 negres rei | b8 negres torre · c4 blanques alfil · d4 blanques rei · g2 blanques torre · c1 negres rei | 8 |
| 7 | b8 negres torre · c4 blanques alfil · d4 blanques rei · g2 blanques torre · c1 negres rei | b8 negres torre · c4 blanques alfil · d4 blanques rei · g2 blanques torre · c1 negres rei | b8 negres torre · c4 blanques alfil · d4 blanques rei · g2 blanques torre · c1 negres rei | b8 negres torre · c4 blanques alfil · d4 blanques rei · g2 blanques torre · c1 negres rei | b8 negres torre · c4 blanques alfil · d4 blanques rei · g2 blanques torre · c1 negres rei | b8 negres torre · c4 blanques alfil · d4 blanques rei · g2 blanques torre · c1 negres rei | b8 negres torre · c4 blanques alfil · d4 blanques rei · g2 blanques torre · c1 negres rei | b8 negres torre · c4 blanques alfil · d4 blanques rei · g2 blanques torre · c1 negres rei | 7 |
| 6 | b8 negres torre · c4 blanques alfil · d4 blanques rei · g2 blanques torre · c1 negres rei | b8 negres torre · c4 blanques alfil · d4 blanques rei · g2 blanques torre · c1 negres rei | b8 negres torre · c4 blanques alfil · d4 blanques rei · g2 blanques torre · c1 negres rei | b8 negres torre · c4 blanques alfil · d4 blanques rei · g2 blanques torre · c1 negres rei | b8 negres torre · c4 blanques alfil · d4 blanques rei · g2 blanques torre · c1 negres rei | b8 negres torre · c4 blanques alfil · d4 blanques rei · g2 blanques torre · c1 negres rei | b8 negres torre · c4 blanques alfil · d4 blanques rei · g2 blanques torre · c1 negres rei | b8 negres torre · c4 blanques alfil · d4 blanques rei · g2 blanques torre · c1 negres rei | 6 |
| 5 | b8 negres torre · c4 blanques alfil · d4 blanques rei · g2 blanques torre · c1 negres rei | b8 negres torre · c4 blanques alfil · d4 blanques rei · g2 blanques torre · c1 negres rei | b8 negres torre · c4 blanques alfil · d4 blanques rei · g2 blanques torre · c1 negres rei | b8 negres torre · c4 blanques alfil · d4 blanques rei · g2 blanques torre · c1 negres rei | b8 negres torre · c4 blanques alfil · d4 blanques rei · g2 blanques torre · c1 negres rei | b8 negres torre · c4 blanques alfil · d4 blanques rei · g2 blanques torre · c1 negres rei | b8 negres torre · c4 blanques alfil · d4 blanques rei · g2 blanques torre · c1 negres rei | b8 negres torre · c4 blanques alfil · d4 blanques rei · g2 blanques torre · c1 negres rei | 5 |
| 4 | b8 negres torre · c4 blanques alfil · d4 blanques rei · g2 blanques torre · c1 negres rei | b8 negres torre · c4 blanques alfil · d4 blanques rei · g2 blanques torre · c1 negres rei | b8 negres torre · c4 blanques alfil · d4 blanques rei · g2 blanques torre · c1 negres rei | b8 negres torre · c4 blanques alfil · d4 blanques rei · g2 blanques torre · c1 negres rei | b8 negres torre · c4 blanques alfil · d4 blanques rei · g2 blanques torre · c1 negres rei | b8 negres torre · c4 blanques alfil · d4 blanques rei · g2 blanques torre · c1 negres rei | b8 negres torre · c4 blanques alfil · d4 blanques rei · g2 blanques torre · c1 negres rei | b8 negres torre · c4 blanques alfil · d4 blanques rei · g2 blanques torre · c1 negres rei | 4 |
| 3 | b8 negres torre · c4 blanques alfil · d4 blanques rei · g2 blanques torre · c1 negres rei | b8 negres torre · c4 blanques alfil · d4 blanques rei · g2 blanques torre · c1 negres rei | b8 negres torre · c4 blanques alfil · d4 blanques rei · g2 blanques torre · c1 negres rei | b8 negres torre · c4 blanques alfil · d4 blanques rei · g2 blanques torre · c1 negres rei | b8 negres torre · c4 blanques alfil · d4 blanques rei · g2 blanques torre · c1 negres rei | b8 negres torre · c4 blanques alfil · d4 blanques rei · g2 blanques torre · c1 negres rei | b8 negres torre · c4 blanques alfil · d4 blanques rei · g2 blanques torre · c1 negres rei | b8 negres torre · c4 blanques alfil · d4 blanques rei · g2 blanques torre · c1 negres rei | 3 |
| 2 | b8 negres torre · c4 blanques alfil · d4 blanques rei · g2 blanques torre · c1 negres rei | b8 negres torre · c4 blanques alfil · d4 blanques rei · g2 blanques torre · c1 negres rei | b8 negres torre · c4 blanques alfil · d4 blanques rei · g2 blanques torre · c1 negres rei | b8 negres torre · c4 blanques alfil · d4 blanques rei · g2 blanques torre · c1 negres rei | b8 negres torre · c4 blanques alfil · d4 blanques rei · g2 blanques torre · c1 negres rei | b8 negres torre · c4 blanques alfil · d4 blanques rei · g2 blanques torre · c1 negres rei | b8 negres torre · c4 blanques alfil · d4 blanques rei · g2 blanques torre · c1 negres rei | b8 negres torre · c4 blanques alfil · d4 blanques rei · g2 blanques torre · c1 negres rei | 2 |
| 1 | b8 negres torre · c4 blanques alfil · d4 blanques rei · g2 blanques torre · c1 negres rei | b8 negres torre · c4 blanques alfil · d4 blanques rei · g2 blanques torre · c1 negres rei | b8 negres torre · c4 blanques alfil · d4 blanques rei · g2 blanques torre · c1 negres rei | b8 negres torre · c4 blanques alfil · d4 blanques rei · g2 blanques torre · c1 negres rei | b8 negres torre · c4 blanques alfil · d4 blanques rei · g2 blanques torre · c1 negres rei | b8 negres torre · c4 blanques alfil · d4 blanques rei · g2 blanques torre · c1 negres rei | b8 negres torre · c4 blanques alfil · d4 blanques rei · g2 blanques torre · c1 negres rei | b8 negres torre · c4 blanques alfil · d4 blanques rei · g2 blanques torre · c1 negres rei | 1 |
|   | a                                                                                         | b                                                                                         | c                                                                                         | d                                                                                         | e                                                                                         | f                                                                                         | g                                                                                         | h                                                                                         |   |